# Hnaberd (Ararat)
Hnaberd – wieś w Armenii, w prowincji Ararat. W 2011 roku liczyła 611 mieszkańców.